# Tijuca condita
Tijuca condita là một loài chim trong họ Cotingidae.